# Tony Brooks (SOE)
Pour les articles homonymes, voir Brooks et Tony Brooks (homonymie).
Anthony Morris Brooks (1922-2007) - dit Tony Brooks - fut, pendant la Seconde Guerre mondiale, un agent du service secret britannique Special Operations Executive. Il fut chef d'un réseau de la section F, le réseau PIMENTO, qui, à partir de juillet 1942, étendit son action en zone sud avec deux pôles principaux, l'un à Lyon, l'autre à Toulouse. Tony Brooks fut, avec Jean Renaud-Dandicolle, l'un des plus jeunes chefs de réseau de la section F. Il fut aussi l'un de ceux qui tinrent le plus longtemps (trois ans). Il fut certainement l'un des plus brillants, à la fois prudent, bon organisateur et doté d'un réel charisme.

## Identités
- État civil : Anthony Morris Brooks
- Comme agent du SOE :
  - Nom de guerre (field name) : « Alphonse »
  - Nom de code opérationnel : PIMENTO (en français PIMENT)
  - Fausse identité : Antoine Brevin, employé de commerce, né le 4 avril 1917 à Paris.

Parcours militaire : SOE, section F ; general list ; grade : lieutenant (novembre 1941) ; captain (juillet 1942) ; major (janvier 1944) ; matricule : 231617.
Pour accéder à une photographie de Tony Brooks, se reporter au paragraphe Sources et liens externes en fin d'article.

## Famille
- Premier mariage : 1943. Divorcé.
- Second mariage : Helene (Lena)
- Pas d'enfants

## Éléments biographiques
Né le 4 avril 1922, à Orsett (Essex, Angleterre), il fut élevé en Angleterre (Felsted School), en France et en Suisse (Chillon College). Tony Brooks était parfaitement bilingue. En 1940 (il avait alors 18 ans), il travaillait chez l'un de ses oncles, dans une entreprise de bois, dans le Jura français. Replié sur Dunkerque où il n'avait pas réussi à s'embarquer, un soldat britannique vient à passer par là. Tony Brooks le prend en charge et le conduit jusqu'à Marseille, où il lui trouve une filière de passage… Il travaille pour la filière d'évasion PAT (réseau Pat O'Leary), sous Ian Garrow, et en juillet 1941, il l'emprunte lui-même. Après quelques mois passés dans une prison espagnole, il arrive en Écosse dans le courant du mois d'octobre 1941, est repéré par les recruteurs du SOE et, envoyé lui-même dans les Special Training schools, se fait bientôt remarquer par les instructeurs. Au printemps 1942, il est prêt. On lui fait suivre un cours particulier de quelques jours sur le syndicalisme français.
Mission SOE en France
Définition de sa mission : sa mission fait suite au rapport d'Yvon Morandat suggérant l'utilisation des mouvements syndicaux comme support d'organisation de résistance. Il doit approcher les cheminots CGT, et voir avec eux ce qui pourrait être entrepris pour former des groupes susceptibles de saboter le trafic ferroviaire entre Marseille, Lyon et Toulouse, pour réceptionner des parachutages, recruter, former et équiper des groupes indépendants.
Le 1er juillet 1942, il est parachuté non loin de la propriété de Philippe de Vomécourt.Son parachute ne fonctionne pas normalement ; et il n'échappe à une mort certaine que grâce à l'arbre dans les branches duquel il tombe ! Il se retrouve chez un fermier, Jean Citerne, qui l'héberge et chez lequel il rencontre le lendemain Philippe de Vomécourt, qui lui donne des indications précieuses sur le secteur et un vélo pour rejoindre la gare la plus proche, pour se rendre à Toulouse, où un "contact" lui a été désigné par Londres dans un café… Arrivé sur place, il voit, parmi les consommateurs installés, un ami de sa famille, René Bertholet ; et il en est encore à se demander comment il va bien pouvoir lui expliquer sa présence quand celui-ci s'approche : c'est lui (un Suisse) le "contact", et il travaille depuis longtemps avec la section DF (évasion) ! Bertholet installe Brooks : il lui trouve un emploi de couverture chez Michel Comte, garagiste à Montauban, et c'est là qu'il installe son P.C. pour le sud-ouest.
Fin juillet 1942, Brooks rencontre à nouveau Bertholet dans la région de Lyon. Celui-ci le met en relation avec deux personnalités importantes qui formeront le point de départ et l'ossature de son organisation :
• Yvon Morandat. C'est l'auteur du rapport sur la Résistance en zone sud, qui est à l'origine de la mission PIMENTO. Les deux frères d'Yvon Morandat, Roger (qui sera arrêté en mars 1943) et Henri, ont organisé des groupes agissant parmi les cheminots des gares de La Part-Dieu et de La Guillotière. Avec ceux-ci, il recherchera des terrains pour recevoir des parachutages, et c'est le 26 octobre 1942 que le premier d'une longue série sera reçu sur un terrain à Polliat dans l'Ain ; il ne comportera modestement que trois containers, mais sera suivi, jusqu'à la fin des hostilités dans ce secteur, de 74 autres qui, quant à eux, en comporteront jusqu'à 72.
• Raymond Bizot. Il dirigeait le service des douanes à Lyon, et offrit ainsi le moyen d'obtenir facilement de vrais faux papiers et d'utiliser les communications avec Londres par les liaisons normales dont disposait ce service avec le consulat général de Grande-Bretagne à Genève. C'est dans les bureaux de ce service, 5 rue Jarente, que Brooks établit son P.C. pour la région lyonnaise. Ainsi Brooks et Bertholet mettent sur pied une filière de messagerie vers Londres et en provenance de Londres, par Genève et avec l'aide des cheminots qui assurent le service sur la ligne reliant Lyon à la Suisse. Cette liaison fonctionnera jusqu'à la libération et sera utilisée même lorsque Brooks disposera des services d'un radio, Roger Caza, alias « Emmanuel »-PRELATE, à partir de février 1944. Puis Tony Brooks commence à recruter…
Ses contacts en France le mettent en relation avec le Mouvement Nap Fer, les Amitiés chrétiennes, les Éclaireurs Israélites, divers groupes syndicaux dont celui de Roger Morandat, le Groupe de chasseurs alpins d’André Moch (le fils de l'ancien, ministre Jules Moch), le fondateur de Libérer et Fédérer à Toulouse, Gilbert Zaksas.
Le 16 août 1943, Brooks est rappelé à Londres pour y recevoir les consignes pour le Jour J. Dans la nuit du 19 au 20, il est rapatrié par Hudson. Les instructions qu'il reçoit sont de concentrer ses efforts dans la région de Montauban-Toulouse afin d'immobiliser la circulation ferroviaire dans ce secteur de manière à forcer les unités allemandes à utiliser les routes, ce qui les rendait vulnérables aux Forces françaises de l'intérieur et usait prématurément les chenilles de leurs chars.
C'est en 1944, grâce aux nouveaux Halifax IV et à leur plus grande autonomie que les parachutages vont se multiplier dans le sud-ouest et alimenter les maquis qui se sont constitués dans la région. C'est aussi à cette période que, en vue des opérations de débarquement, le lieutenant Roger Caza « Emmanuel », de nationalité canadienne, sera parachuté sur un terrain d'Henri Morandat. Après un court temps d'acclimatation, il sera dirigé vers le Tarn, où il opérera dans la région de Lavaur au sein de la Résistance locale jusqu'à la Libération.
À l'approche du débarquement en Normandie, puis de celui en Méditerranée, les groupes PIMENTO entreront en action et participeront aux opérations de libération du pays. Les multiples sabotages de voies ferrées, des supports de téléphone, des usines d'armement, aboutiront à un ralentissement important de l'acheminement des unités ennemies vers les points de débarquement.
Tony Brooks eut de la chance :
- descendant un jour, à Lyon-Perrache, d'un train en provenance de Toulouse, il constate que des contrôles (SS et police française) sont en place à toutes les sorties ; il est avec l'un de ses adjoints qui est fonctionnaire de la police des douanes ; celui-ci lui passe les menottes et tous deux sortent sans encombre par l'un des passages réservés à la police.
- une autre fois, il est arrêté, en ville, pris dans une rafle ; il remarque que, comme par hasard, tous ceux qui sont retenus sont, comme lui, petits et, comme lui portent moustache ; et il figure encore parmi ceux qui, après un premier tri, sont emmenés à la prison Montluc. Il a sur lui plus de 70000 francs… Il déclare aux Allemands qu'il allait prendre livraison d'un costume commandé à un tailleur après avoir gagné un pari… et le bookmaker ainsi que le tailleur, tous deux membres de son réseau, évidemment interrogés, confirment !

À la fin de la guerre, Brooks fut chargé de faire, en France, un relevé des sabotages industriels réalisés par les réseaux de la section F ainsi que des résultats des plus importantes opérations montées par la section RF.
Après la guerre, il servit au Foreign Office, fut un temps à Paris, un temps consul général à Genève ; puis il fut affecté à des postes plus discrets… ; agent du MI6 : à Sofia de 1947 à 1952 ; à Chypre, Paris, Londres et Genève, de 1956 à 1977.
Tony Brooks est décédé le 19 avril 2007, à l'âge de 85 ans.

## Reconnaissance
Tony Brooks a reçu les distinctions suivantes :
- Grande-Bretagne : Distinguished Service Order, Military Cross.
- France : chevalier de la Légion d'honneur (décret du 16 janvier 1946) ; Croix de guerre 1939-1945 avec palme.